# Terapia (album)
Terapia – album zespołu Oddział Zamknięty, wydany w roku 1993 nakładem wydawnictwa Schubert Music.

## Lista utworów
1. „Uszy” – 4:27
2. „Sama” – 4:15
3. „Psy” – 3:53
4. „Dzieci śmieci” – 3:36
5. „Mama” – 5:03
6. „Rzeka” – 5:58
7. „Murek” – 3:53
8. „Ludzie ulicy” – 3:45
9. „Śpiący” – 3:42
10. „Gdyby nie ty” – 3:22
11. „Nikt nie pomoże ci” – 4:41
12. „Dwoje ludzi” – 2:42

## Skład
- Wojciech Łuczaj Pogorzelski – gitara
- Jarosław Szlagowski – perkusja
- Jarosław Wajk – śpiew
- Krzysztof Zawadka – gitara
- Tomasz „Kciuk” Jaworski – gitara basowa

gościnnie
- Marek „Zefir” Wójcicki – gitara